# Ana Lilian de la Macorra
Ana Lilian de la Macorra Apellániz (ur.  27 listopada 1957 w Meksyku) – meksykańska producentka, psycholożka i aktorka, pracowała przy programach El Chavo del Ocho, El Chapulín Colorado i Chespirito; w latach 1975–1980 uzyskując stałą rolę Paty w 1978 roku w El Chavo del Ocho.